# Діти-404
Діти-404 («Діти-404. ЛГБТ-підлітки. Ми є!») — російський громадський інтернет-проєкт підтримки гомосексуальних, бісексуальних і трансгендерних підлітків. Ініційований російською журналісткою агентства Росбалт Оленою Клімовою, яка написала в березні 2013 року серію статей на тему ЛГБТ-дітей. 31 січня 2014 року в Нижньому Тагілі проти Олени Клімової було порушено справу про адміністративне правопорушення за законом про заборону «нетрадиційних сексуальних стосунків серед неповнолітніх».

## Цілі проєкту
На сторінках проєкту «Діти-404» в Фейсбуці и ВКонтакте публікуються листи ЛГБТ-підлітків, в яких вони розповідають про ті проблеми, з якими вони стикаються у своєму житті через гомофобію людей, що їх оточують — знайомих, родичів, однокласників, учителів тощо. Також на сторінках проєкту публікуються листи дорослих людей зі словами підтримки, що адресовані російським ЛГБТ-підліткам.
Число «404» в назві проєкту відсилає до аналогії з технічним повідомленням під час неправильного набору адреси сторінки в інтернеті: «Помилка 404 — сторінки не існує». Автори проєкту звертають увагу на те, що в російському суспільстві мало хто замислюється про існування гомосексуальних і трансгендерних дітей і про ті проблеми, які у них виникають в умовах нетерпимості оточуючих до ЛГБТ. В описі проєкту йдеться:
|  | Наше суспільство вважає, що гомосексуальних підлітків не існує в природі, начебто геї, лесбійки, бісексуали и трансгендери прилітають з Марса вже дорослими. А поза тим у кожній 20-й російській родині росте дитина-ЛГБТ — це невидимі для суспільства діти-404. |

## Хроніка проєкту

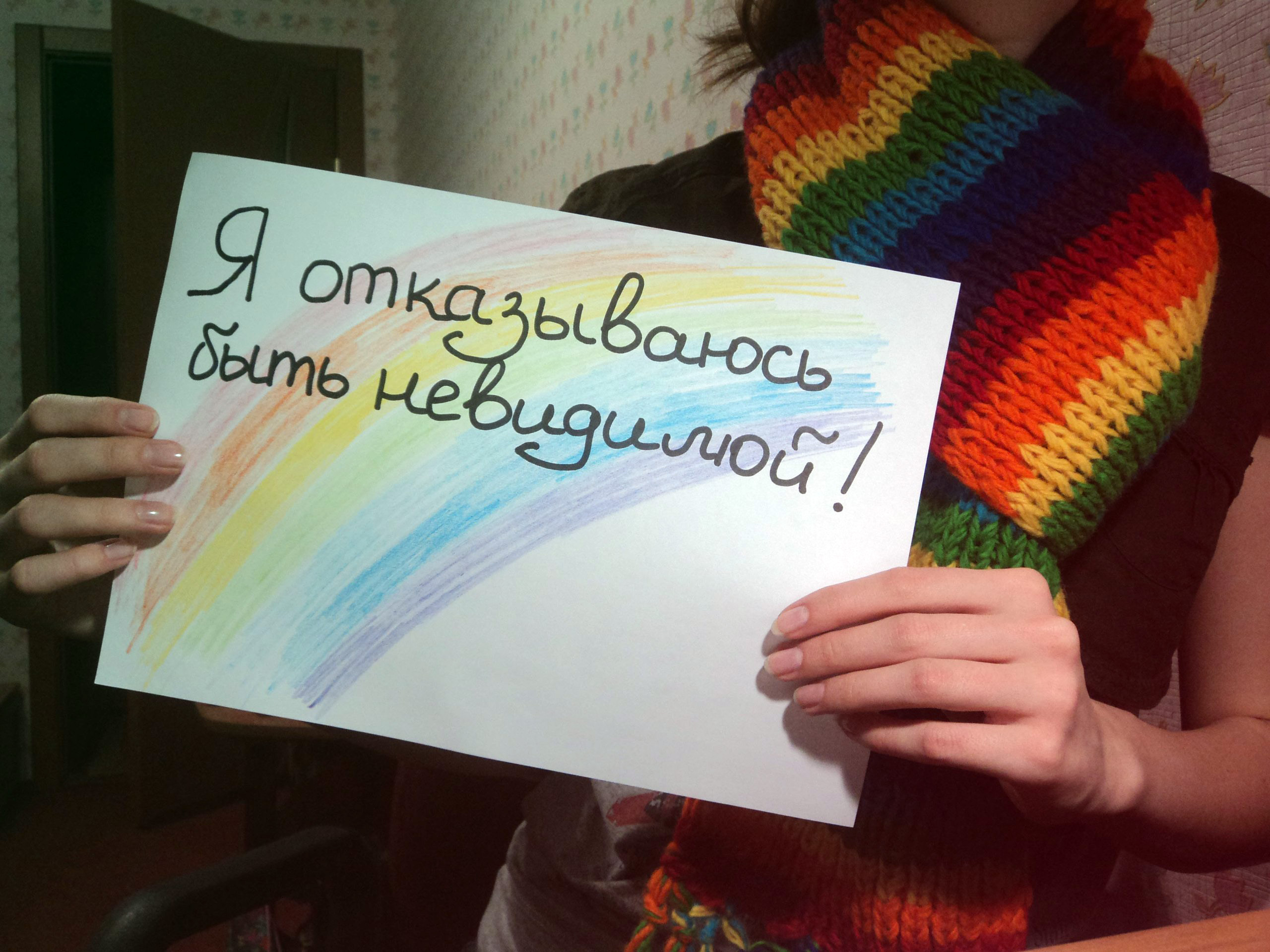
Фото однієї з учасниць проєкту «Діти-404»

### Історія виникнення
Після того, як молода журналістка з Єкатеринбурга Олена Клімова опублікувала серію статей, що критикували законопроєкти проти «пропаганди гомосексуальності», до неї електронною поштою звернулася 15-річна дівчина, яка розповіла про те, що піддавалася знущанням з боку однокласників і батьків через свою гомосексуальність. Дівчина писала, що була на межі самогубства, але стаття Клімової змусила її передумати і йти на цей крок. Після цього Олена Клімова почала шукати інформацію про життя ЛГБТ-підлітків у Росії, створивши онлайн-опитування. У відповідь протягом менш, ніж двох тижнів журналістка отримала більше сотні електронних листів, після чого вона вирішила створити інтернет-проєкт підтримки ЛГБТ-підлітків.
Проєкт складається з двох частин. Це непублічна «закрита» група в соцмережі «Вконтакте», створена для психологічної допомоги ЛГБТ-підліткам, де вони можуть поділитися своїми проблемами і отримати допомогу від дорослих учасників, і відкритий фотопроєкт в Фейсбуці і Вконтакте, де публікуються листи підлітків, які вони надсилають на імейл проєкту.
Розповідаючи про проєкт «Діти-404», популярна іспанська газета El Mundo в статті «Як небезпечно бути гомосексуалом в Росії» писала:

### Підтримка проєкту
Поява проєкту «Діти-404» привернула увагу суспільства за межами Росії. Влітку і на початку осені 2013 року в ряді міст світу — Нью-Йорку, Осло, Лондоні — пройшли публічні акції на підтримку російських ЛГБТ-підлітків и проєкту «Діти-404». Про проєкт «Діти-404» і становище російських ЛГБТ-підлітків писали найбільші світові видання — американські The Washington Post і The New York Times, британська The Guardian, іспанська El Mundo и др.
5 червня 2013 року проєкт «Діти-404» підтримала родина Марселя Ніргаарда (Marcel Neergaard) — американського 11-річного хлопчика-гея зі штату Теннессі, який прославився у себе на батьківщині успішною боротьбою з гомофобією. Марсель і його батьки надіслали на адресу проєкту «Діти-404» звернення на підтримку всіх ЛГБТ-підлітків Росії.
16 червня 2013 року акцію на підтримку російських ЛГБТ-підлітків провели шестеро депутатів Сейму Польщі від партії «Рух Палікота» Анна Гродська, Анджей Розенек, Роберт Бедронь, Томаш Маковський, Мачей Банашак та Міхал Кабачинський. Вони сфотографувалися з плакатами зі словами «Діти-404, ви існуєте! Ми з вами!»

Депутати польського Сейму на підтримку проєкту «Діти-404»
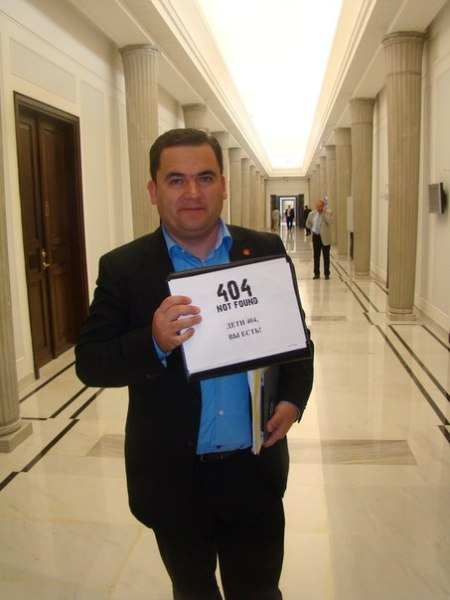
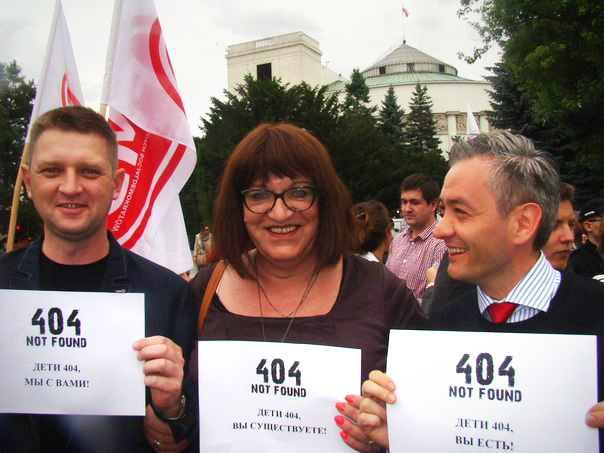
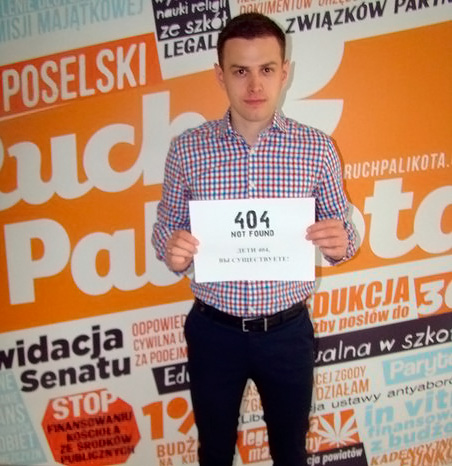
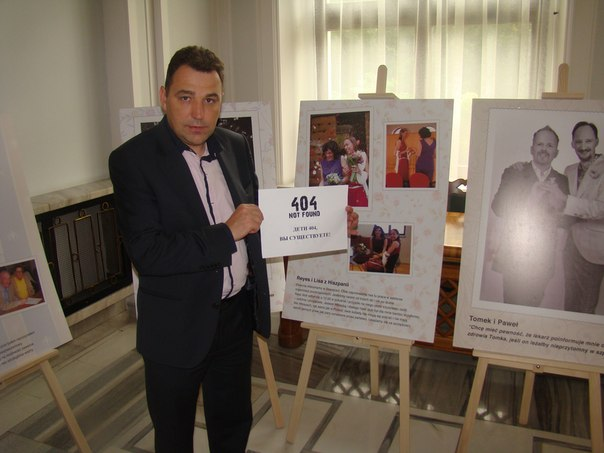

За сприяння проєкту «Діти-404» 5 грудня 2013 року американський проєкт It Gets Better розгорнув на своєму сайті кампанію підтримки російських ЛГБТ-підлітків «Ви прекрасні!»

### Звинувачення у «пропаганді гомосексуальності»
31 січня 2014 року в Нижньому Тагілі проти Олени Клімової було порушено справу про адміністративне правопорушення за ч. 2 ст. 6.21 КпАП РФ («пропаганду нетрадиційних сексуальних стосунків серед неповнолітніх»). Як така пропаганда була сприйнята група проєкту в соціальній мережі «ВКонтакте», в якій публікуються листи ЛГБТ-підлітків із різних регіонів Росії. Оскільки при цьому використовувалися ЗМІ (інтернет), Клімовій загрожує штраф у розмірі від 50 до 100 тисяч рублів. Журналістку вже викликали на допит до правоохоронних органів у середині січня за результатом скарги автора закону про заборону «пропаганди гомосексуальності» в Петербурзі Віталія Мілонова. Однак тоді протокол про адміністративні правопорушення не складався. Суд над Клімовою має відбутися протягом місяця.

## Думки про проєкт «Діти-404»
- Журналіст Валерій Панюшкін розцінює проєкт Діти-404 як «молодіжний антикризовий центр, який мала б створювати держава замість того, щоб приймати антигейський закон»[28]. Під враженням від прочитання листів ЛГБТ-підлітків Валерій Панюшкін дійшов висновку, що закон про заборону «пропаганди» вбиває підлітків-геїв:

- Олена Мізуліна, депутат Держдуми і автор федерального закону про заборону «пропаганди нетрадиційних стосунків», у червні 2013 року в інтерв'ю Газеті.ру сказала, що проєкт Діти-404 не є «пропагандою»:

- Віталій Мілонов, автор петербурзького закону про заборону «пропаганди гомосексуальності», у жовтні 2013 року в інтерв'ю німецько-французькому телеканалу ARTE назвав учасників проєкту Діти-404 «напівкримінальним угрупуванням»:

У січні 2014 року по ініціативі Віталія Мілонова було порушено адміністративне переслідування Олени Климової та проєкту «Діти-404» за звинуваченнями в «пропаганді нетрадиційних цінностей». Сам Віталій Мілонов заявив, що група повинна бути визнана іноземним агентом і зажадав закриття проєкту:
 «Ця група повинна бути закрита, знищена, стерта назавжди з усіх соціальних мереж Росії», — заявив петербурзький депутат. (Lenta.ru)

- Марія Сабунаева, кандидат психологічних наук, доцент кафедри психологічної допомоги РГПУ ім. А.І. Герцена, в інтерв'ю агентству Росбалт[ru] заявила, що «на сьогодні для дітей в Росії немає жодного джерела адекватної інформації про сексуальну орієнтацію» і що закриття проєкту «Діти-404» позбавить гомосексуальних підлітків допомоги та підтримки:

- До чого, на ваш погляд, призведе закриття спільноти «Діти-404»?

- До того, що ми мали багато років до цього — повної самітності ЛГБТ-підлітків і дітей. До відсутності можливості говорити про себе, отримувати підтримку, тепло і прийняття. Я не розумію, чим якомусь там депутату завадила ця група — він проти отримання дітьми підтримки та тепла? Якби він потрудився зазирнути туди, то не побачив би там не те що пропаганди чого-небудь, а навіть будь-яких бесід на тему сексу — зате, можливо, нарешті помітив би, як убивча гомофобна ненависть для тих, хто ще юний, чутливий і не навчився чинити опір знущанням.(Мария Сабунаєва: «Відсутність інформації — вбивчо». Росбалт)